# 이정옥 (사회학자)
이정옥(李貞玉, 1955년 12월 5일 ~ )은 대한민국의 사회학자 겸 대학 교수 출신이며, 제8대 여성가족부 장관이다.

## 경력
- 대구가톨릭대학교 사회과학연구소장
- 대구가톨릭대학교 사회학과 교수
- 국방부 양성평등위원회 민간위원장
- 여성평화외교포럼 공동대표
- 대구가톨릭대학교 사회과학대학장
- 2019.09 ~ 2020.12 : 여성가족부 장관
- 2019.09 ~ 2020.12 : 대통령직속 국가균형발전위원회 당연직위원
- 2019.09 ~ 2020.12 : 대통령직속 국가교육회의 당연직 위원
- 2019.09 ~ 2020.12 : 대통령직속 국가생명윤리심의위원회 당연직위원
- 2019.09 ~ 2020.12 : 대통령직속 일자리위원회 당연직위원
- 2019.09 ~ 2020.12 : 녹색성장위원회 당연직위원
- 2020.07 ~ 2020.12 : 2023 새만금 세계스카우트잼버리 조직위원회 공동조직위원장